# Deutsch-vincentische Beziehungen
Die diplomatischen Beziehungen zwischen Deutschland und St. Vincent und den Grenadinen wurden am 13. Juni 1980 aufgenommen. Seither gestalten sich die politischen Beziehungen laut dem Auswärtiges Amt „freundschaftlich und ohne Probleme“. Die Kooperation beider Länder konzentriert sich vor allem auf einzelne Projekte in den Bereichen Entwicklung, Kultur und multilaterale Zusammenarbeit, insbesondere innerhalb der Vereinten Nationen. Die deutsche Botschaft in Port-of-Spain, Trinidad und Tobago, ist für St. Vincent und die Grenadinen zuständig. Vor Ort gibt es zudem einen deutschen Honorarkonsul. Vonseiten des Inselstaates ist die vincentinische Botschaft in London mit der Pflege der Beziehungen zu Deutschland beauftragt, wobei es einen Honorarkonsul in Hamburg gibt.
Ein bilaterales Abkommen zum Schutz und zur Förderung von Investitionen besteht seit 1989. Zudem trat 2011 ein Abkommen über den Informationsaustausch in Steuersachen in Kraft. Darüber hinaus existieren weitere Kooperations- und Handelsabkommen im Rahmen der Vereinbarungen zwischen der Europäischen Union und den AKP-Staaten (Afrika, Karibik, Pazifik) sowie zwischen der EU und CARIFORUM (CARICOM-Mitgliedstaaten plus Dominikanische Republik). Im Bereich der Entwicklungszusammenarbeit ist St. Vincent und die Grenadinen über Regionalprojekte zwischen Deutschland und der CARICOM eingebunden. Diese Projekte fördern unter anderem nachhaltige Wirtschaftsentwicklung, erneuerbare Energien, Anpassung an den Klimawandel und Biodiversität. Deutschland hat dem Land zudem humanitäre Hilfe bei Naturkatastrophen geleistet, wie bei einem Vulkanausbruch 2020 und Hurrikan Beryl im April 2024.
Die bilateralen Wirtschaftsbeziehungen sind bislang wenig ausgeprägt, wobei sowohl Importe als auch Exporte auf niedrigem Niveau liegen. 2024 lagen die deutschen Warenexporte nach St. Vincent bei 23,7 Millionen Euro und die Importe aus dem Land bei 236.000 Euro. In der Rangliste der deutschen Handelspartner nahm St. Vincent und die Grenadinen damit Rang 175 ein. Daneben tragen deutsche Touristen, insbesondere durch Kreuzfahrtreisen, zu zusätzlichen Einnahmen in St. Vincent und den Grenadinen bei.